# 路易斯·克拉克
路易斯·克拉克（英語：Louis Clarke，1901年11月23日—1977年2月24日），美国男子田径运动员，主攻短跑。他曾代表美国参加1924年夏季奥林匹克运动会田径比赛，获得男子4×100米接力金牌。